# Silvia Pérez (actriz)
Silvia Beatriz Pérez (Buenos Aires, Argentina, 19 de julio de 1955) es una reconocida actriz y modelo argentina.

## Biografía
En el año 1974, Silvia Pérez ganó el concurso de belleza "Miss Siete Días". Luego fue "Miss Argentina". Haber ganado estos dos concursos le dio la posibilidad de conseguir trabajo como modelo. Así, fue modelo y mannequin hasta 1980, y se inició en la televisión cuando la llamaron para el programa Frac, Humor para la Noche.
Estudió teatro con Alberto Ure, Julio Chávez, Carlos Gandolfo y Augusto Fernández.
En televisión trabajó en programas como Los Hijos de López (de Hugo Moser), Operación Ja Já (de Gerardo Sofovich), Las Comedias de Darío Vittori (con Darío Vittori), Amo y Señor (telenovela con Arnaldo André), Zona de Riesgo (con Gerardo Romano y Rodolfo Ranni) y No toca botón (con Alberto Olmedo, de Hugo Sofovich).
En teatro estuvo, entre otros, en los espectáculos Los Galancitos y Los Días Felices, además de varias comedias en las temporadas de verano desde 1981 hasta 1988, como El Negro no Puede (con Alberto Olmedo).
Silvia ha quedado identificada como una de las "Chicas de Olmedo", apodo que se les dio a las actrices y vedettes que estaban trabajando con el humorista Alberto Olmedo en el momento de su trágica muerte, como es el caso de Susana Romero, Beatriz Salomón, Divina Gloria y Adriana Brodsky. Pero tras la muerte de Alberto Olmedo, Silvia ha hecho una extensa carrera artística, participando en numerosas producciones televisivas, teatrales y cinematográficas.
En cine participó de películas como La pulga en la oreja, El manosanta está cargado (de Hugo Sofovich), Las minas de Salomón Rey(de Gerardo Sofovich), La discoteca del amor (de Adolfo Aristarain) y El profesor punk.
Su primer protagónico en cine es con el film Encarnación dirigida por Anahí Berneri, ganando en el Festival de San San Sebastián el Premio FIPRESCI y seleccionada en el Festival de Toronto.
Durante el 2009 y el 2010, realiza el papel de Ethel Molinari en la telenovela Botineras, de martes a viernes por Telefe. En el 2012 vuelve a la televisión, en la comedia de Pol-ka Los Únicos. En ella interpreta a René, la madre de Mía (Emilia Attias), una mujer muy aguerrida que tiene el don de mimetizarse con el ambiente igual que un camaleón. Para Telefe trabaja en la telenovela Dulce amor, interpretando a Teresita, una mujer alcohólica.

## Vida personal
Silvia Pérez tiene una sola hija, Julieta Bal, fruto de su relación con Santiago Bal. 
Posteriormente a su relación con Santiago Bal y luego de varias relaciones se encuentra actualmente en pareja con el abogado y funcionario judicial argentino Federico Di Pasquale.
Después de algunos hechos que marcaron su vida, ella tuvo una fuerte conversión espiritual, siendo una fiel seguidora de Sai Baba, y habiendo viajado 13 veces a India.

## Filmografía

### Televisión
| Año       | Título                                                   | Personaje                | Notas                             |
| --------- | -------------------------------------------------------- | ------------------------ | --------------------------------- |
| 1976      | Frac, humor para la noche                                | Ella misma               | Invitada                          |
| 1979      | Los hijos de López                                       | Silvia                   | Participación                     |
| 1980      | Fabián 2 Mariana 0                                       | Silvia                   | Rol secundario                    |
| 1980      | Como en el teatro                                        | Victoria                 | Ep: "Pato a la naranja"           |
| 1980      | Los hermanos Torterolo                                   | Varios personajes        | Varios episodios                  |
| 1981-1982 | Operación Ja Ja                                          | Varios personajes        | Varios episodios                  |
| 1983-1987 | No toca botón                                            | Varios personajes        | Varios episodios                  |
| 1984      | Amo y señor                                              | Matilde                  | Participación                     |
| 1985      | Mesa de noticias                                         | Polola                   | Participación                     |
| 1986      | La otra tierra                                           | Paula Vitere             | Rol secundario                    |
| 1988      | Zapping                                                  | Varios personajes        | Varios episodios                  |
| 1988      | Shopping Center                                          | Silvia                   | Participación                     |
| 1989      | Su comedia favorita                                      | Varios personajes        | Varios episodios                  |
| 1989      | Híperhumor                                               | Varios personajes        | Varios episodios                  |
| 1991      | Socorro, sobrinos!                                       | Verónica                 | Rol recurrente                    |
| 1992      | Son de diez                                              | Estefania "Fanny"        | Participación                     |
| 1992      | Zona de riesgo 2                                         | Varios personajes        | Varios episodios                  |
| 1992      | Peor es nada                                             | Tranfulgania             | Participación                     |
| 1993      | Canto rodado                                             | Fernanda Nerón           | Rol antagónico                    |
| 1994      | Nano                                                     | Cristina Piris           | Rol secundario                    |
| 1994      | ¿Dónde estás, amor de mi vida que no te puedo encontrar? | Silvia                   | Participación                     |
| 1995      | Poliladron                                               | Raquel                   | Participación, Episodio 34        |
| 1996      | Como pan caliente                                        | Ivana                    | Participación                     |
| 1997      | Señoras y señores                                        | Marina                   | Participación                     |
| 1997      | 90-60-90 Modelos                                         | Catalina Prieto          | Rol antagónico                    |
| 1998      | Gasoleros                                                | Karina                   | Participación                     |
| 1998      | Casa natal                                               | Patricia Revoira         | Rol secundario                    |
| 1999      | Mamitas                                                  | Sofía Mazziotti          | Rol secundario                    |
| 1999-2000 | Cabecita                                                 | Andrea Moncada           | Rol antagónico                    |
| 2001      | PH                                                       | Roxana                   | Rol recurrente                    |
| 2002      | Maridos a domicilio                                      | Emma Coronel             | Rol antagónico                    |
| 2003      | Malandras                                                | Lucrecia                 | Participación                     |
| 2004      | La niñera                                                | María Eugenia            | Episodio: «No me acuerdo de mamá» |
| 2004      | Los pensionados                                          | Ana                      | Participación                     |
| 2005      | Saludarnos                                               | Silvia                   | Rol principal                     |
| 2006      | Cuentos clásicos de terror                               | Verónica                 | Participación, 1 episodio         |
| 2006      | Soy tu fan                                               | Claudia                  | Rol secundario                    |
| 2006      | Amo de casa                                              | Matilde Robles Anchorena | Participación                     |
| 2006      | Hermanos y detectives                                    | Laura                    | Participación                     |
| 2006      | Un cortado                                               | Sandra                   | Participación                     |
| 2006      | Casados con hijos                                        | Stella                   | Participación                     |
| 2008      | Aquí no hay quien viva                                   | Gloria                   | Participación                     |
| 2008      | Socias                                                   | Stella Villalongo        | Rol antagónico                    |
| 2008      | Algo hábran hecho                                        | Angeles del Valle        | Participación                     |
| 2009      | Mitos, crónicas del amor descartable                     | Mercedes Castello        | Participación, 3 episodios        |
| 2009      | Los exitosos Pells                                       | Karina Naba              | Participación                     |
| 2009      | Acompañantes                                             | Jueza                    | Participación                     |
| 2009-2010 | Botineras                                                | Ethel Molinari           | Rol recurrente                    |
| 2011      | Adictos                                                  | Ana                      | Ep: "Praga no fue una fiesta"     |
| 2012      | Los Únicos                                               | René Horgensen           | Participación                     |
| 2012      | 23 pares                                                 | Hilda                    | Participación                     |
| 2012-2013 | Dulce amor                                               | Teresa Montero           | Participación                     |
| 2016      | La leona                                                 | Yolanda                  | Participación                     |
| 2018      | Simona                                                   | Georgina "Gogo"          | Rol recurrente                    |
| 2018      | Encerrados                                               | Susana                   | Ep: "Laundry"                     |

### Programas
| Año  | Título           | Rol          | Notas                            |
| ---- | ---------------- | ------------ | -------------------------------- |
| 2013 | Celebrity Splash | Participante | 2ª Eliminada de Celebrity Splash |

### Cine
| Año  | Título                           | Personaje          |
| ---- | -------------------------------- | ------------------ |
| 1979 | Las muñecas que hacen pum        | Loba               |
| 1980 | Los hijos de López               | Silvia             |
| 1980 | La discoteca del amor            | Angela             |
| 1981 | Cosa de locos                    | Alicia             |
| 1981 | Abierto día y noche              | Mujer de Carlos    |
| 1985 | El telo y la tele                | Amante             |
| 1985 | Sucedió en el internado          | Profesora          |
| 1986 | Las minas de Salomón Rey         | Modelo             |
| 1987 | El manosanta está cargado        | Fernanda Ortiguera |
| 1988 | Atracción peculiar               | Silvia             |
| 1988 | El profesor punk                 | Silvia             |
| 2006 | Cara de queso -mi primer ghetto- | Sra. Garchuni      |
| 2007 | Encarnación                      | Erni Levier        |
| 2009 | Tetro                            | Silvana            |
| 2013 | Nos habíamos ratoneado tanto     | Ines               |
| 2016 | Onda su onda                     | Rosalba Bolaños    |
| 2017 | Soy tu karma                     | Teresa             |
| 2021 | El cuento del tío                | Gachi González     |

### Teatro

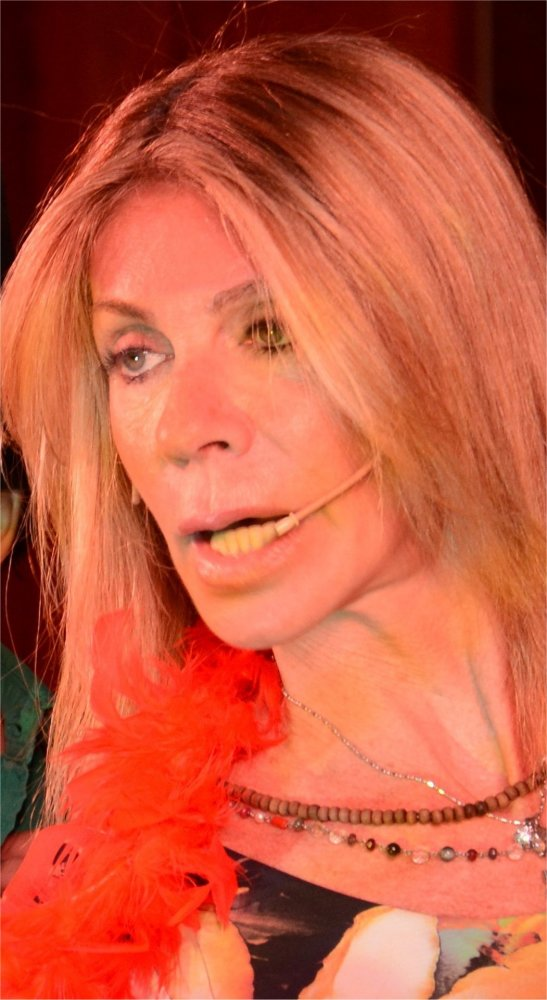
Silvia Pérez en 2012.

- 1985: Intrusos - Junto a Rodolfo Bebán, Gianni Lunadei, Gogo Andreu, Roberto Catarineu y Maurice Jouvet.
- 1986: El bicho tuvo la culpa - Junto a Alberto Olmedo, Susana Traverso, Adrián Martel, Mónica Gonzaga, Nancy Herrera y elenco.
- 1986: El negro no puede - Junto a Alberto Olmedo, Javier Portales, César Bertrand, Beatriz Salomón, Divina Gloria y elenco.
- 1987: Eramos tan pobres - Junto a Alberto Olmedo, Beatriz Salomón, Divina Gloria y elenco.
- Los galancitos
- 1987: Los días felices - Junto a Ricardo Darín, Jorge Mayorano, Virginia Faiad, Pablo Codevilla y Déborah Warren.
- 2006: El último pasaje - Junto a Julieta Bal y Alejandro Hodara. Dirección: Rubén Pires.
- 2008: Secreto entre mujeres - Junto a Sofía Gala Castiglione y Norma Pons. Dirección: Julio Baccaro.
- 2009: El último pasaje - Junto a Julieta Bal, Carlos Fernández y Jorge Varas. Dirección: Rubén Pires
- 2011: Monólogos de la vagina - Junto a María Leal y Claribel Medina.
- 2011: Cuentos de la India - Junto a Gustavo Monje y Alejandro Paker.
- 2011: 8 Mujeres - Junto a María Leal, Norma Pons, Emilia Mazer, Cecilia Dopazo, Mónica Villa, Violeta Urtizberea e Hilda Bernard. Dirección: José María Muscari.
- 2012: ¿Te acordás de los 80? - Junto a Gastón Urbano. Dirección: Pablo Sodor.
- 2014: Las cosas por su nombre, la venganza del negro - Junto a Alejandra Fuentes, Elena Godoy, Noelia Jerez, Blanca Jiménez, Mariana Verónica López, Lorena Menares, María José Moya, Laura Muñoz y María Eliana Pastenes.
- 2014: Nunca digas nunca - Junto a Juan Manuel Bevacqua, Yanina Groppo, Nacho Medina y Mariano Depiaggi.
- 2015: Big bang show - Junto a Martín Bossi y Jorge Carna.
- 2016: La restauración- Junto a Mónica Raiola y Rodrigo Álvarez.
- 2018: El ocaso de un estafador - Junto a Mónica Salvador, Denise Gómez Rivero, Alejo De Santis y Edgardo Moreira.
- 2019: Delirio de amor - Teatro La Comedia junto a Judith Gabbani, Marcela Jove, Víctor Malagrino y Elvira Villarino.
- 2026: Las doradas - Teatro Cervantes. Junto a Katja Alemann, Mónica Gonzaga, Adriana Salgueiro y Marta Bianchi y elenco - Dirección: José María Muscari.

### Radio
- 2016: Tesosos escondidos. Radio UBA.

### Libros
- 1998: El camino del medio - Editorial Ediliba.
- 2000: El arte de encontrar a Dios - Editorial Sudamericana.
- 2005: Nunca digas nunca.
- 2018: Autogestionar la felicidad - Editorial Lea - Junto a Walter Ghedin.

### Videos de Gimnasia
- 1994: Mi técnica - Video 1: Tren superios
- 1994: Mi técnica - Video 2: Tren inferior
- 2001: Video de meditación y yoga